# جيف ستيفنسون
جيف ستيفنسون (بالإنجليزية: Jeff Stevenson)‏ هو لاعب دوري الرغبي بريطاني، ولد في 15 مايو 1932 في Meanwood ‏ في المملكة المتحدة، وتوفي في 13 أكتوبر 2007 في يورك في المملكة المتحدة.